# Alexei Borissowitsch Miller

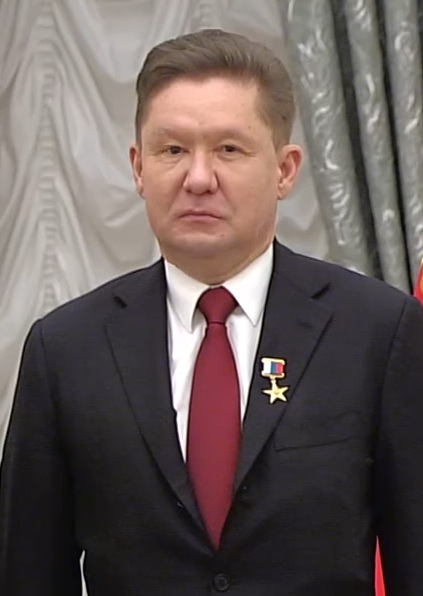
Alexei Miller, 2022

Alexei Borissowitsch Miller (russisch Алексей Борисович Миллер Aleksej Borisovič Miller; * 31. Januar 1962 in Leningrad) ist ein russischer Manager. Er ist Vorstandsvorsitzender und stellvertretender Aufsichtsratsvorsitzender des staatlich kontrollierten größten russischen Konzerns und weltgrößten Energielieferanten Gazprom.

## Leben
Miller hat russlanddeutsche Wurzeln und wurde in Leningrad, dem heutigen Sankt Petersburg, geboren. Bis 1984 studierte er am Wosnessenski-Institut für Finanz- und Wirtschaftswissenschaften. 1991 war Miller zunächst für den Petersburger Bürgermeister Anatoli Sobtschak tätig und ein enger Mitarbeiter von dessen damaligen Stellvertreter Wladimir Putin, als dessen Vertrauter er seitdem gilt. 1996 übernahm Miller die Leitung des St. Petersburger Hafens. Es folgte 1999 eine Position als Generaldirektor der Baltischen Pipelinesysteme. Im Jahre 2000 wurde er stellvertretender Energieminister der Russischen Föderation.
Im Mai 2001 wurde Miller von Wladimir Putin zum Vorstandsvorsitzenden von Gazprom ernannt. Miller löste damit Rem Wjachirew von seiner Position ab und leitete eine restriktive Umstrukturierung des Konzerns ein. Aus dem staatlichen Energieunternehmen entwickelte Miller einen vielschichtigen Multikonzern, der als weltgrößter Energielieferant ein wirkungsvolles Instrument der global ausgerichteten russischen Außenpolitik darstellt. Innerhalb der ersten fünf Jahre seit Millers Einstieg stieg der Börsenwert Gazproms von 9,8 Milliarden US-Dollar auf zwischenzeitlich 300 Milliarden US-Dollar und war 2006 nach General Electric und ExxonMobil das drittwertvollste Unternehmen der Welt. Nach globalen Finanz- und Wirtschaftskrisen liegt Gazproms Börsenwert Stand März 2021 bei 69 Milliarden Dollar. Das Gazprom-Konglomerat unter Millers Führung beherrscht laut dem Journalisten Jens Hartmann von der Tageszeitung Die Welt weite Teile der russischen Wirtschaft.
Qua seiner Position und Loyalität zu Putin gilt Miller als eine der mächtigsten Personen Russlands. Das Magazin Forbes listete ihn 2013 erstmals unter den mächtigsten Menschen der Welt. Er wird den Silowarchen zugerechnet. Seine Immobilien sollen laut dem Team Nawalny 43 Milliarden Rubel wert sein (gegen 725 Millionen Euro).  Im Februar 2021 wurde Millers Gazprom-Vertrag um weitere fünf Jahre bis 2026 verlängert.
Im April 2018 wurde Miller auf eine Sanktionsliste der US-amerikanischen Regierung aufgenommen. Infolge des Russischen Überfalles auf die Ukraine 2022 wurde Miller ebenso auf die Sanktionsliste der britischen Regierung aufgenommen.

## Palast als Privathaus
Laut einem Enthüllungsfilm des Teams von Alexej Nawalny soll Millers Privathaus über eine eigene Eisbahn, eine orthodoxe Kapelle und eine Garderobe nur für Pelzmäntel verfügen. Das 240 Millionen Dollar teure Anwesen habe eine Wohnfläche von rund 8500 Quadratmetern.

## Auszeichnungen (Auswahl)
- 2006: Verdienstorden für das Vaterland IV. Klasse[16]
- 2010: Verdienstorden der Italienischen Republik (Großoffizier)[17]
- 2014: Alexander-Newski-Orden[18]